# Horst Haecks
Horst Haecks (Hamburg 12 augustus 1936 - aldaar, 21 juli 2010) was een Duits voetballer. De aanvaller Haecks speelde van 1957 tot 1963 in de Oberliga Nord en aansluitend tot 1966 in de Regionalliga Nord voor FC St. Pauli.